# Piéride du Simplon
Euchloe simplonia · Piéride de la roquette, Marbré de Freyer
Ne doit pas être confondu avec Azuré de Freyer.
Espèce
Statut de conservation UICN

 LC  : Préoccupation mineure
La Piéride du Simplon, la Piéride de la roquette ou le Marbré de Freyer (Euchloe simplonia) est une espèce de lépidoptères (papillons) de la famille des Pieridae. On la trouve dans les Alpes, les Pyrénées et les monts Cantabriques.

## Noms vernaculaires
- En français : la Piéride du Simplon[1],[2], la Piéride de la roquette[1], le Marbré de Freyer[3],[2].
- En anglais : mountain dappled white[4].
- En allemand : Mattscheckiger Weißling, Gesprenkelter Gebirgs-Weißling[5].

## Morphologie
L'imago d’Euchloe simplonia est un papillon de taille moyenne, en grande partie blanc. L'aile antérieure comporte une tache discoïdale gris sombre, et une large tache apicale gris sombre ponctuée de blanc sur le dessus, et vert-jaune au revers. 
Le revers de l'aile postérieure est marbré de gris-vert jaunâtre et de blanc.
Euchloe simplonia ressemble à Euchloe crameri, que l'on trouve à plus basse altitude.

## Biologie

### Phénologie
L'espèce est univoltine et les imagos volent d'avril à août, avec des éclosions échelonnées.

### Plantes hôtes
Les plantes hôtes de la chenille comprennent Biscutella laevigata, Iberis spathulata et Erucastrum nasturtiifolium.

## Distribution et biotopes
Euchloe simplonia se rencontre dans trois massifs montagneux d'Europe de l'Ouest : les monts Cantabriques (en Espagne), les Pyrénées (en France et en Espagne), et les Alpes (dans sept départements des Alpes françaises, le Sud-Ouest de la Suisse, et le Nord-Ouest de l'Italie),.
On trouve cette espèce dans les prairies fleuries de montagne et les pentes herbues et rocheuses, entre 400 et 2 400 m d'altitude, mais généralement au-dessus de 1 500 m.

## Taxonomie
L'histoire de la description du taxon simplonia est complexe. Il a été cité pour la première fois par l'entomologiste français Jean-Baptiste Alphonse Dechauffour de Boisduval en 1828, mais sans description (nomen nudum).
En fonction des sources, la première description valide est attribuée soit à l'entomologiste allemand Christian Friedrich Freyer en 1829,, soit à Boisduval en 1832 pour ceux qui considèrent que la description de Freyer se rapporte en réalité au taxon ausonia Hübner, 1804.

## Conservation
L'espèce n'a pas de statut de protection particulier en France.